# Helicinoidea
Super-famille
Helicinoidea est une super-famille de mollusques gastéropodes, de l'ordre des Archaeogastropoda.

## Liste des familles
Selon World Register of Marine Species (29 novembre 2018) :
- famille Dawsonellidae Wenz, 1938 †
- famille Deianiridae Wenz, 1938 †
- famille Helicinidae Férussac, 1822
- famille Neritiliidae Schepman, 1908
- famille Proserpinellidae H. B. Baker, 1923
- famille Proserpinidae Gray, 1847

## Galerie

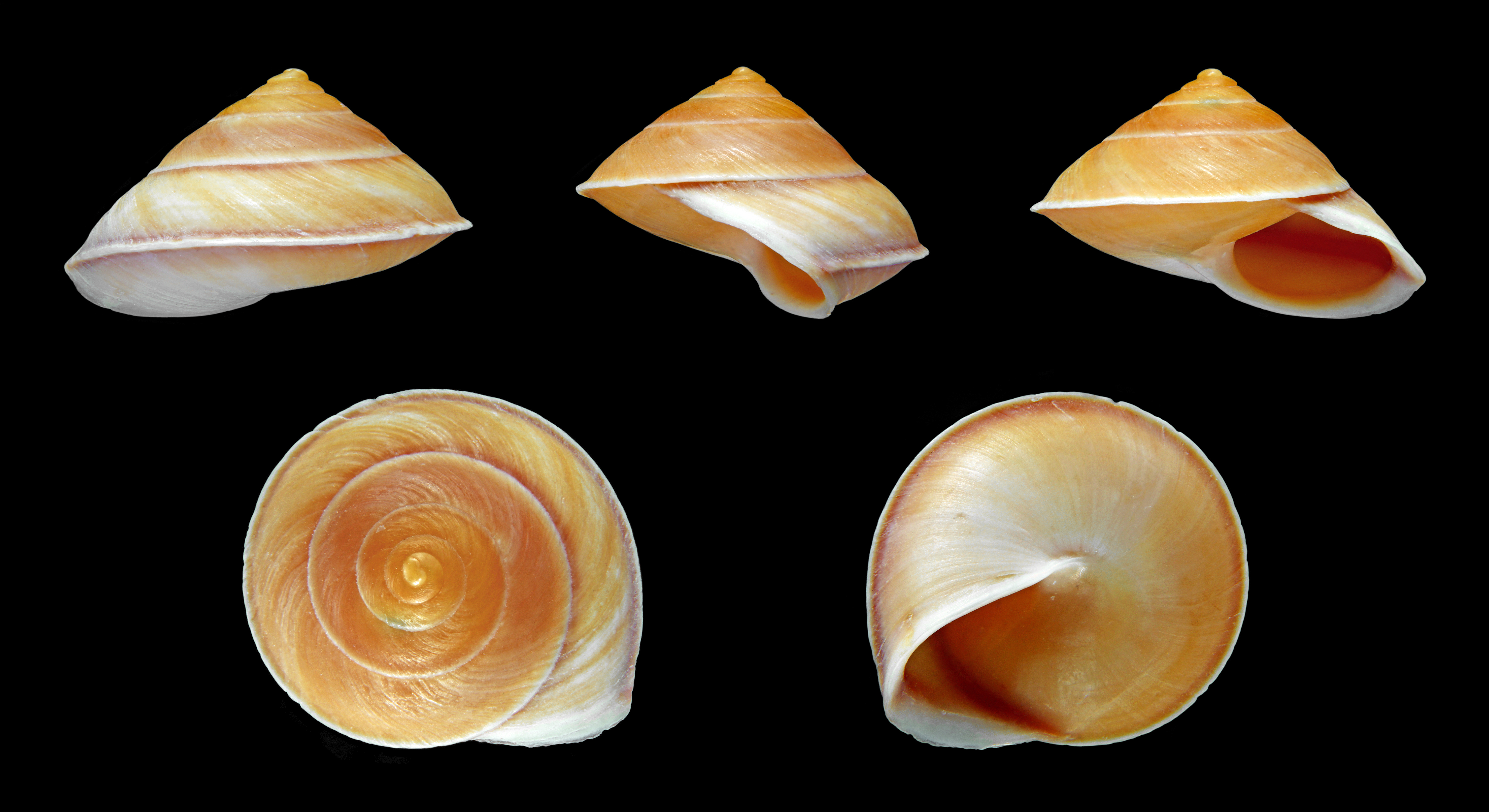
Geophorus agglutinans